# 門田屋敷停留場
門田屋敷停留場（日语：／ Kadotayashiki teiryūjō */?），又稱門田屋敷電車站，是位於岡山縣岡山市中區門田屋敷二丁目，岡山電氣軌道東山本線的電車站。車站編號為H09。

## 歷史
- 1923年（大正12年）7月9日 西大寺町至東山之間間開通[1]，國清寺站前站啟用，當時電車站位於現在靠近起點一邊約200米處[2][3]。
- 1931年（昭和6年）8月18日 電車站向終點處遷移約100米，並改名為放送局筋站。
- 1961年（昭和36年）12月15日 電車站改名為國清寺前站。
- 1965年（昭和40年）12月30日 電車站遷移至現地，改名為門田屋敷停留場。

## 電車站構造
本站建在共用行車道上，站内設有1面2線的島式低地台月台。

## 電車站周邊
- 國道250號
- 岡山縣道28號岡山牛窗線（日语：岡山県道28号岡山牛窓線）
- 岡山縣道45號岡山玉野線（日语：岡山県道45号岡山玉野線）
- 新京橋
- 山陽學園中學·高等學校（日语：山陽学園中学校・高等学校）（舊・山陽女子中學、高等學校）
- 東湖園（日语：東湖園）
- 國清寺
- 岡山博愛會醫院（日语：[[:ja:岡山博愛会病院]|]]）
- 岡山協立醫院（日语：岡山協立病院）
- 岡山市消防局（日语：岡山市消防局）中消防署旭東出張所

## 巴士路線

### 「國清寺前」巴士站、「山陽學園中學、高校前」巴士站
在路口南邊的岡山縣道45號岡山玉野線上設有「國清寺前」巴士站，在路口東邊的岡山縣道28號岡山牛窗線上設有「山陽學園中學、高校前」巴士站。
使用Hareca的乘客可在此站轉乘岡山電氣軌道電車（岡山站前、縣廳通方向）和岡電巴士（岡山親睦中心、新岡山港方向），當中可享有轉乘優惠，總車資只計算整個車程。
停靠此巴士站的巴士公司
- ■岡電巴士（岡山電氣軌道）
- ■兩備巴士（兩備控股）
- ■八晃運輸（日语：八晃運輸）

#### 一般巴士路線（國清寺前）
| 乘車處 | ■路線編號 | 巴士公司 | 方向                                             | 備註 |
| ------ | --------- | -------- | ------------------------------------------------ | ---- |
| 南行   | ■07A      | 岡電     | （經山陽學園、旭東醫院）桑野營業所、岡山親睦中心 |      |
| 南行   | ■09A      | 岡電     | （經山陽學園、旭東醫院）三蟠南                   |      |
| 南行   | ■091      | 岡電     | （經山陽學園、旭東醫院）新岡山港                 |      |
| 北行   | ■0A1      | 岡電     | （經西大寺町、天滿屋）岡山站                     |      |
| 北行   | ■0A1      | 岡電     | （經西大寺町、天滿屋、AEON）岡山站               |      |

#### 一般巴士路線（山陽學園中學、高校前）
| 乘車處 | ■路線編號 | 巴士公司 | 方向                                                    | 備註                 |
| ------ | --------- | -------- | ------------------------------------------------------- | -------------------- |
| 東行   | ■314,315  | 兩備     | （經東山、益野経由）西大寺                              |                      |
| 東行   | ■341      | 兩備     | （經東山）岡山國際酒店、操南台團地                      |                      |
| 東行   | ■M03 (3)  | 八晃     | 〔Megurin益野線〕（經東山、益野）新橋                   |                      |
| 西行   | ■314,341  | 兩備     | （經縣廳前、天滿屋）岡山站                              |                      |
| 西行   | ■315      | 兩備     | （經千日前、市政廳入口、AEON）岡山站                    | 只於平日行走         |
| 西行   | ■M03 (3)  | 八晃     | 〔Megurin益野線〕（經縣廳前、榮町、田町、AEON）岡山站前 | 不經天滿屋、岡山站內 |

## 相鄰電車站
岡山電氣軌道
■東山本線
中納言（H08）－門田屋敷（H09）－東山·岡電博物館站（H10）

## 注腳
1. ↑  岡山電気軌道　路面電車のあゆみ （页面存档备份，存于）（日語）
2. ↑  《日本鉄道旅行地図帳11号中国・四国》，新潮社，2009年，ISBN 978-4-10-790029-6 。
現時此站附近位置也開設了大道站，於1932年（昭和7年）6月7日向終點一方遷移40米。在1945年（昭和20年）3月1日暫停營業，在1950年（昭和25年）9月1日向終點一方遷移約160米（與起點距離2.9公里），並重新營業。隨著此站遷移至現時時廢止。
3. ↑  當時的站名取自當時附近設有三蟠鐵道（1915年啟用，1931年廢止）國清寺站。
4. ↑   (PDF). 両備バス.   [2018-09-23]. （原始内容 (pdf)存档于2018-09-23） （日语）.

## 外部連結
- 岡山電気軌道株式会社 電車事業部（路面電車） （页面存档备份，存于）（日語）